# Mount Balbi
Mount Balbi is een Holocene stratovulkaan in het noordelijke deel van het eiland Bougainville in Papoea-Nieuw-Guinea. Het is het hoogste punt van het eiland met een hoogte van 2715 meter hoog. Er zijn vijf vulkanische kraters langs een richel ten noorden van de top, waarvan een kratermeer. Er zijn tal van fumarolen in de buurt van de kraters, hoewel Balbi niet uitgebarsten is in de historische tijd. De berg is onderdeel van de Emperor Range.